# Корабель-арсенал

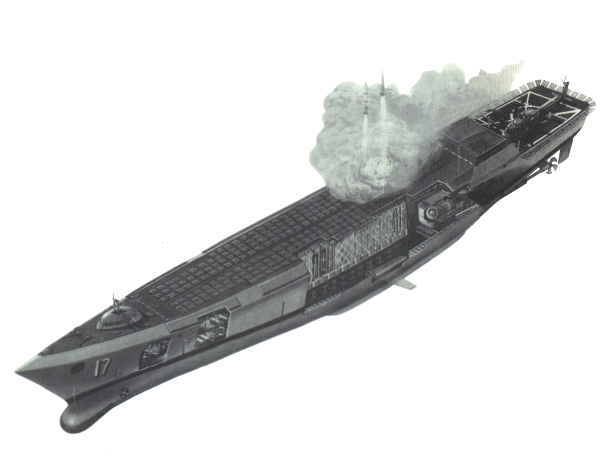
Зображення корабля-арсенала 1995

Корабель-арсенал - концепт плавучої платформи для запуску ракет, на якій планувалось розмістити п'ятсот вертикальних пускових установок для крилатих ракет. ВМС США планували зробити такий корабель дистанційно керованим іншим кораблем, оснащеним системою Іджіс, а у перспективі літаками дальнього радіолокаційного стеження, такими як Е-2 і Е-3.

## Історія
Корабель-арсенал повинен був мати мінімальний екіпаж та 500 вертикальних пускових установок для забезпечення вогневої підтримки морського десанту. ВМС вважали, що такий корабель обійдеться у 450 мільйонів доларів за одиницю. Втім Конгрес скасував фінансування цього проєкту 1998.
ВМС США з того часу переобладнало чотири найстаріші атомні підводні човни типу Огайо з балістичними ракетами у підводні човни з крилатими ракетами, які спроможні нести до 154 ракет Tomahawk. Таким чином була створена платформа, що приблизно відповідає концепції корабля-арсенала.
Існує інформація про експерименти Китаю з моделлю корабля-арсеналом власної побудови.